# Fugatrofee
De Fugatrofee  is een muziekprijs die elk jaar wordt uitgereikt door de Unie van Belgische Componisten in Brussel aan personen die gedurende een beduidend gedeelte van hun loopbaan aandacht hebben gehad voor de verspreiding, de uitvoering en/of de bevordering van de Belgische muziek. De prijs bestaat uit een bronzen sculptuur van Jeanne De Dijn. Er zijn elk jaar in principe twee winnaars, één Nederlandstalige winnaar en één Franstalige. De prijs werd voor de eerste maal toegekend in 1968.